# Chrysosplenium davidianum
Chrysosplenium davidianum là một loài thực vật có hoa trong họ Saxifragaceae. Loài này được Decne. ex Maxim. miêu tả khoa học đầu tiên năm 1877.